# Pfaffenthal

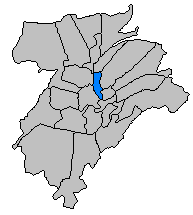
Pfaffenthal, al centro di Lussemburgo.

Pfaffenthal (in lussemburghese Pafendall) è un quartiere centrale di Lussemburgo, capitale del Granducato di Lussemburgo.
Nel 2001 il quartiere contava una popolazione of 1 208 abitanti.

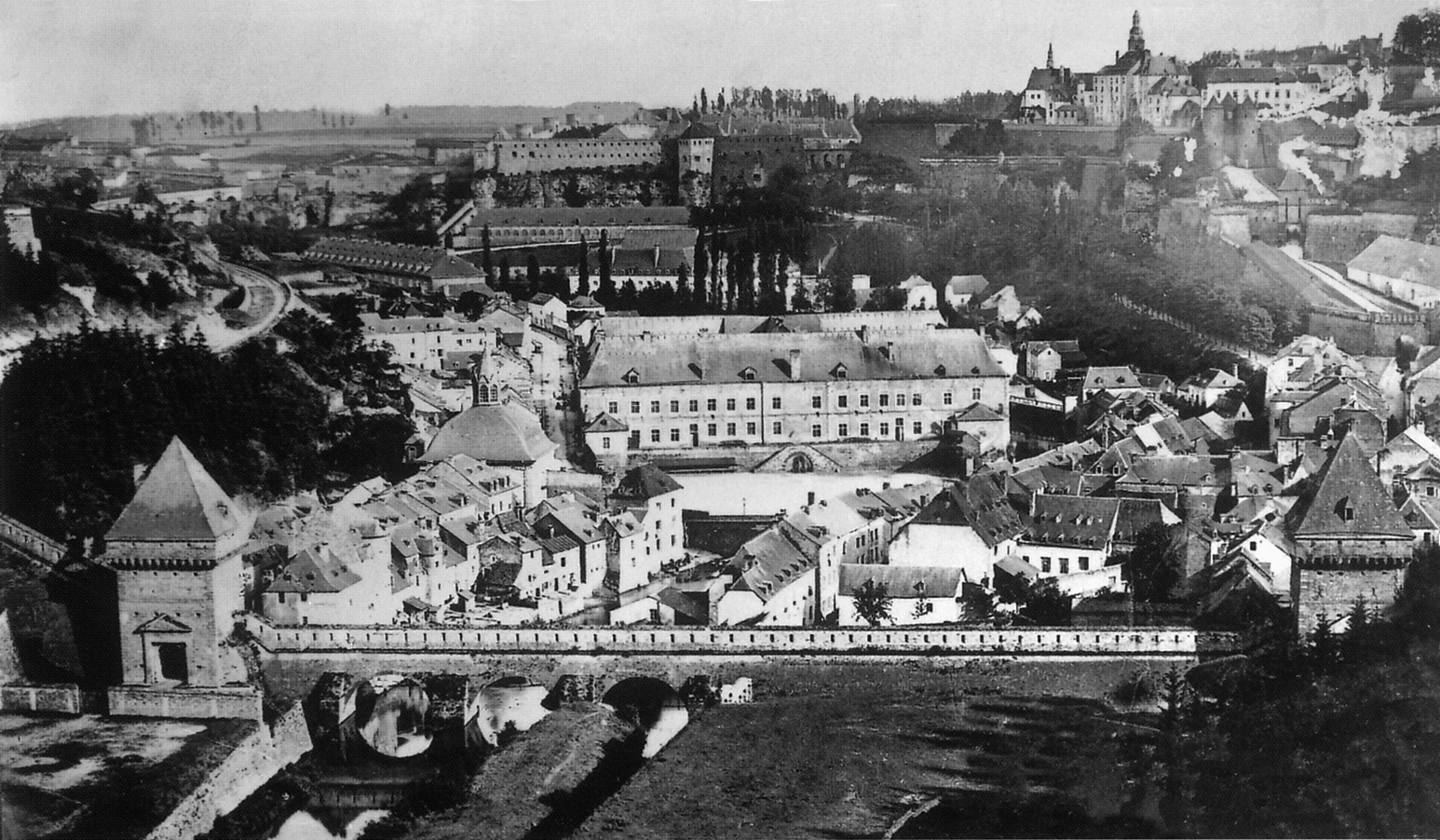
Il quartiere di Pfaffenthal nel 1868, un anno prima dello smantellamento delle fortificazioni
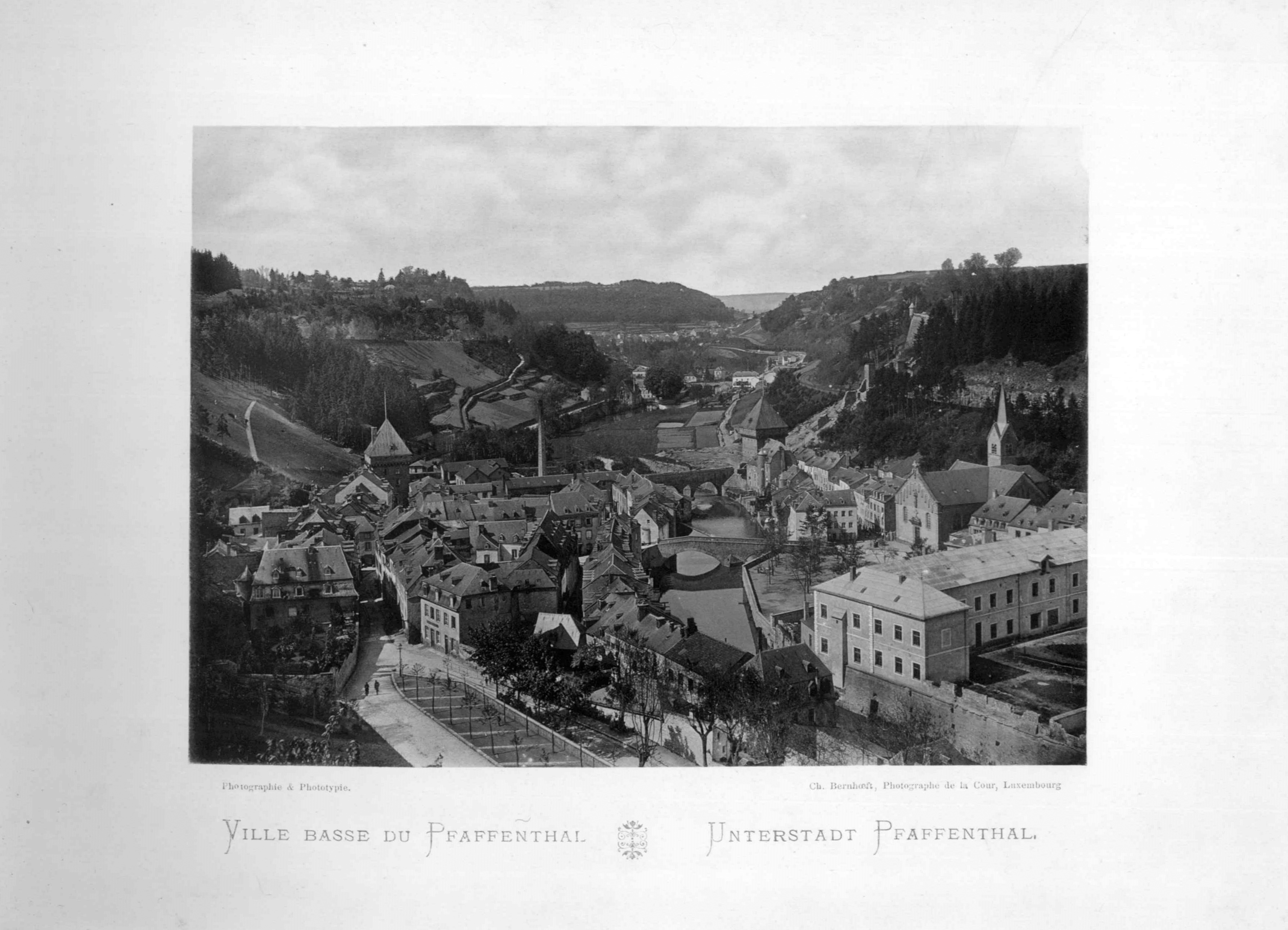
Charles Bernhoeft, Il quartiere di Pfaffenthal nel 1893,
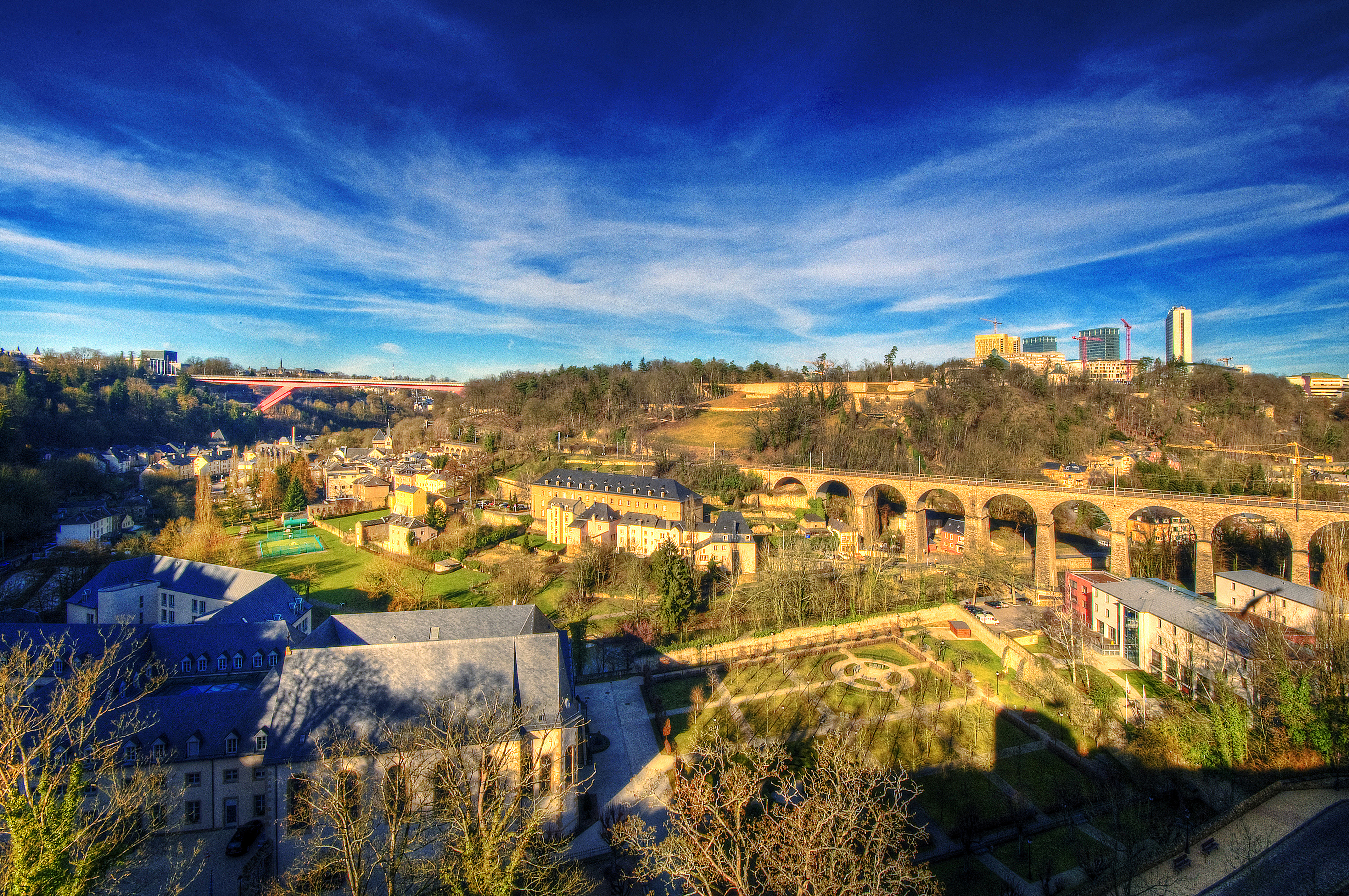
Panorama di Pfaffenthal